# Destiny Vélez
Destiny Vélez (sinh ngày 19 tháng 11 năm 1995) là người chiến thắng cuộc thi sắc đẹp đến từ San Juan, Puerto Rico, người đã đăng quang Hoa hậu Puerto Rico 2015. Cô dự thi danh hiệu Hoa hậu Mỹ 2016 vào tháng 9 năm 2015 và nằm ngoài Top 15. Vào ngày 20 tháng 12 năm 2015, cô đã bị đình chỉ vô thời hạn khỏi vị trí Hoa hậu Puerto Rico sau một loạt bình luận chống Hồi giáo qua Twitter.

## Sự nghiệp cuộc thi

### Cuộc thi sớm
Khi còn nhỏ, Vélez bắt đầu sự nghiệp cuộc thi từ năm 8 tuổi, tham gia cuộc thi Hoa hậu Quốc gia Mỹ, Sunburst, Texas Choice Pageants, Cities of America và American Coed. Năm 2005, cô được mệnh danh là Hoa hậu Thiếu niên Texas (Bắc). Cô đã tranh giành danh hiệu Hoa hậu Toàn quốc Hoa Kỳ năm 2005 nhưng cô không lọt vào Top 10 chung cuộc. Năm 2009, cô được mệnh danh là Hoa hậu Thiếu niên Texas (Bắc) năm 2009, Phân khu 1. Cô chạy đua cho danh hiệu Hoa hậu Thiếu niên Quốc gia Mỹ năm 2009 và xếp vị trí Á hậu 3 cho danh hiệu quốc gia.
Bước vào hệ thống Hoa hậu Mỹ lúc 13 tuổi, Vélez đã tranh giành danh hiệu Thanh thiếu niên xuất sắc của Hoa hậu Texas bốn lần, đạt kết quả khá nhưng không bao giờ dành được danh hiệu tiểu bang. Năm 2009, cô là Miss Teen Tarrant County và xếp vị trí á quân. Vào năm 2010, với tư cách là Miss Teen White Rock Lake, Vélez đã xếp thứ mười chung cuộc nhưng đã thu hút sự chú ý cho "màn trình diễn làm hài lòng đám đông" của cô về "Wipe Out" trên trống. Năm 2011, cô được mệnh danh là Miss Teen Fort Worth 2011 và giành vị trí thứ tám tại cuộc thi tiểu bang. Vào năm 2012, Vélez đã tham gia cuộc thi tiểu bang với tư cách là Thiếu niên xuất sắc của Miss Hunt County 2012 nhưng không lọt vào Top 10.
Thi đấu khi trưởng thành, Vélez đã giành danh hiệu Miss Fort Worth 2014. Cô đã tham gia cuộc thi Hoa hậu Texas 2014 với nền tảng "Bully-Free: It Starts With Me!" và một màn trình diễn trống âm trong phần thi tài năng. Cô không lọt vào Top 10 chung cuộc cho danh hiệu tiểu bang.

### Hoa hậu Puerto Rico 2015
Trở về quê hương Puerto Rico để thi đấu, Vélez đã đăng quang Hoa hậu Trujillo Alto 2015. Cô tham gia cuộc thi Hoa hậu Puerto Rico vào tháng 7 năm 2015 với tư cách là một trong 15 thí sinh vòng loại tranh danh hiệu thịnh vượng chung. Phần thi tài năng của Vélez là một màn trình diễn nhạc cụ trống. Nhạc nền của cô là "#UpStander" cùng với chiến dịch chống bắt nạt.
Vélez đã giành chiến thắng trong cuộc thi vào ngày 11 tháng 7 năm 2015, khi cô nhận được vương miện của mình từ người giữ chức Hoa hậu Puerto Rico, Yarelis Salgado. Cô kiếm được vài ngàn đô la tiền học bổng và các giải thưởng khác từ cuộc thi thịnh vượng chung. Với tư cách là Hoa hậu Puerto Rico, cô là đại sứ và người phát ngôn của Tổ chức Trẻ em San Jorge được tài trợ bởi Children's Miracle Network và The Bully Project, nền tảng của cô. Các hoạt động của cô bao gồm sự xuất hiện công khai cùng với các sự kiện phục vụ cộng đồng trên khắp Puerto Rico.

### Cuộc tranh tài cho Hoa hậu Mỹ 2016
Vélez là đại diện của Puerto Rico tại cuộc thi Hoa hậu Mỹ 2016 tại Thành phố Atlantic, New Jersey, vào tháng 9 năm 2015. Trong đêm chung kết truyền hình vào ngày 13 tháng 9 năm 2015, cô đã đứng ngoài Top 15 bán kết và bị loại khỏi cuộc thi. Cô đã được trao giải thưởng học bổng trị giá $ 3.000 với tư cách là đại diện của Puerto Rico.